# Traçat concèntric

Traçat radioconcèntric

El  traçat concèntric  és un tipus de traçat urbà que es caracteritza per tenir avingudes circunvalants i carrers o avingudes en quadrícula (des del centre a la perifèria o a la inversa).
És important la força d'atracció o de concentració que exerceixen els grans monuments centralitzant l'estructura de tota la ciutat. Lògicament que la focalització de l'estructura al voltant del monument té directa relació amb l'ús i el significat d'aquest en la societat local. Un edifici o monument d'ús religiós sumarà a la seva funció el seu valor estètic. Aquest tipus d'edificis com les catedrals, abadies, santuaris, centres culturals, cabildes, etcètera, tenen gran influència en la morfogènesi de la ciutat.

## Ús clàssic
En l'occident medieval es troben molts traçats que presenten aquestes característiques, alguns amb major aproximació que altres. A tall d'exemple es poden citar Nördlingen i Havelberg a Alemanya; Vitòria i Pamplona a Espanya i Aversa a Itàlia, entre d'altres. El cas d'Alep amb la fortificació al mig de la ciutat en seria també un exemple.

## Ús modern
Aquest disseny presenta l'avantatge que permet una fàcil i ràpida circulació des del centre a la perifèria o en sentit contrari. És més dificultós el trasllat d'un punt a un altre per les avingudes circunvalants i la visibilitat a les cruïlles entre els carrers o avingudes circunvalants o en quadrícula resulta incòmoda, perquè es formen angles de 120º. A més d'aquests problemes també és complicat el seu parcel·lament en comparació del traçat en quadrícula.
Pierre Lavedan afirma que en l'organització d'usos del sòl en el traçat s'hi «afirmen dues idees directrius, implicació i atracció». Es fa servir per envoltar de cases o habitatges una edificació (o monument) que es distingeix dels altres per la seva bellesa arquitectònica, pel seu valor moral, o per la seva impressionant solidesa material per a la defensa: en general els temples religiosos (esglésies) que com a element morfogenètic, genera l'aparició de carrers, avingudes o sendes que hi convergeixen ell. Això últim produeix com resultant l'aparició dels denominats traçats concèntrics, és a dir constituïts per carrers o avingudes circunvalants i carrers o avingudes que convergeixen en un centre en forma radial o concèntrica.